# فيرا توغولوكوفا
فيرا ألكساندروفنا توغولوكوفا (الروسية: Вера Александровна Туголукова ; من مواليد 16 سبتمبر 2008) هي لاعبة جمباز إيقاعي روسية المولد تنافست باسم قبرص في المسابقات الدولية منذ عام 2023. وباعتبارها لاعبة الجمباز الأعلى تصنيفًا من دولة لم تتأهل بالفعل، حصلت توغولوكوفا على المركز القاري لدورة الألعاب الأولمبية الصيفية 2024 متقدمة على البولندية ليليانا ليفينسكا. احتج الاتحاد البولندي للجمباز على النتائج وقدم طعونًا إلى الاتحاد الدولي للجمباز (FIG) ومؤسسة أخلاقيات الجمباز. أكد الاتحاد الدولي للجمباز تأهيل توغولوكوفا الأولمبي في 4 يونيو. مثلت قبرص في دورة الألعاب الأولمبية الصيفية 2024 في الجمباز الإيقاعي الفردي للسيدات واحتلت المركز السادس عشر في التصفيات الشاملة.